# Fotometer

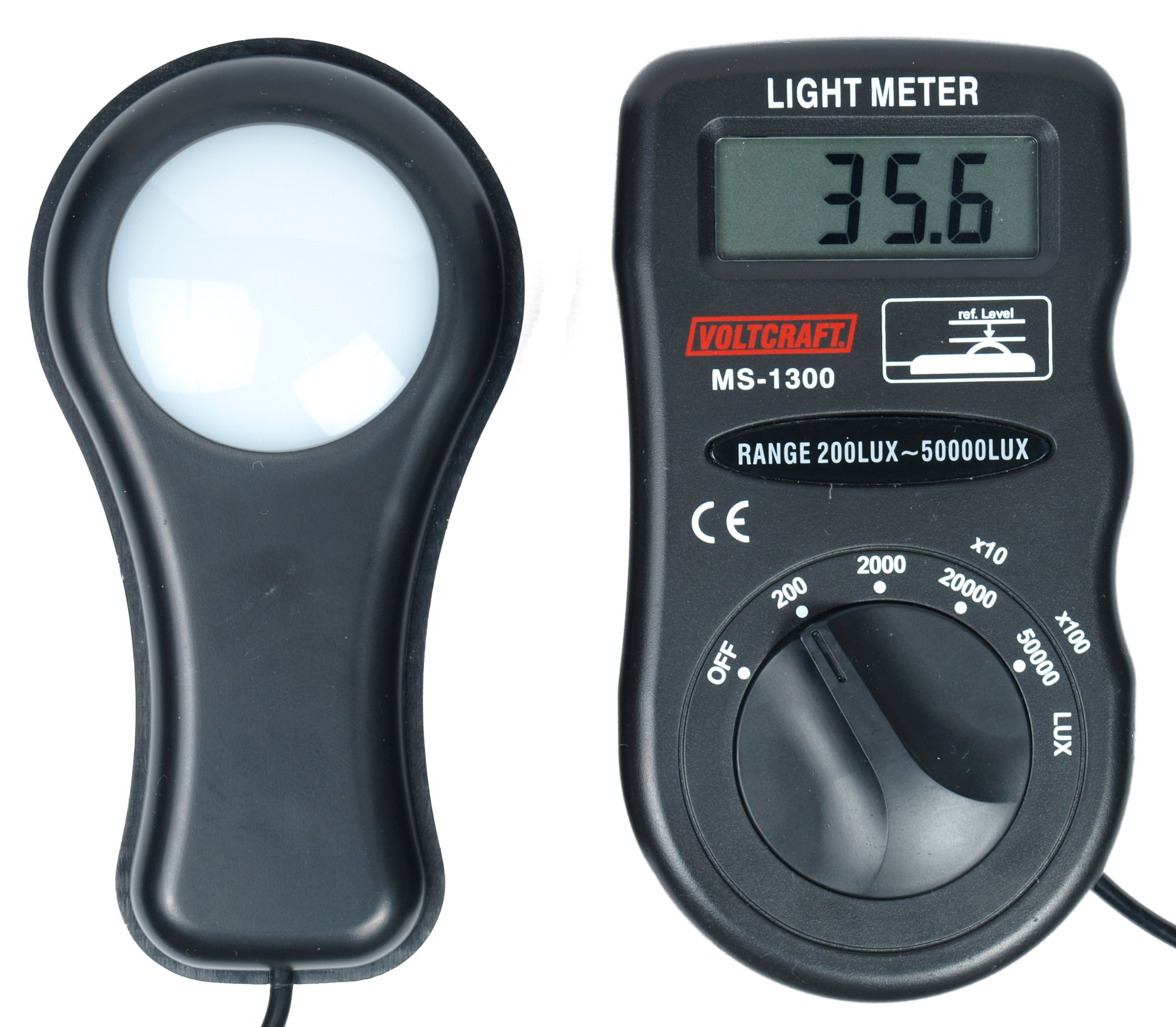
En fotometer

Den vidaste betydelsen av begreppet fotometer är ett instrument för bestämning av ljusintensitet eller av optiska egenskaper hos lösningar eller ytor. Det innefattar därför instrument som mäter:
- Ljusabsorption
- Ljusintensitet och ljusflöde från en ljuskälla
- Ljusreflektion
- Fluorescens
- Fosforescens
- Luminiscens

De flesta fotometrar detekterar ljuset med fotomotstånd, fotodioder eller fotomultiplikatorer. För att kunna analysera ljuset kan fotometern ha ett filter anpassat för att ge en fördelning av känsligheten anpassad till användningen eller en monokromator för att kunna analysera spektralfördelningen av det ljus som mäts.

## Spektrofotometer och filterfotometer
Optiska instrument för mätning av absorptionen av ljus av given våglängd i färgade lösningar. Ur absorptionen kan man med hjälp av Beers lag beräkna koncentrationen av det färgade ämnet i lösningen. På grund av sitt breda användningsområde och sin tillförlitlighet har fotometern blivit ett av de viktigaste mätinstrumenten inom analytisk kemi och biokemi.
Principen för en fotometer är att en ljusstråle med (i görligaste mån) monokromatiskt ljus får passera en behållare (kyvett) med optiskt plana fönster, i vilken lösningen befinner sig. Det når sedan en ljuskänslig detektor, som mäter ljusintensiteten och jämför den med ljusintensiteten i en likadan kyvett utan det färgade ämnet. Ur förhållandet mellan ljusintensiteterna beräknar man, med kännedom om ämnets ljusabsorberande förmåga, dess koncentration.
Två typer av fotometrar används: spektrofotometer och filterfotometer. I spektrofotometern använder man en monokromator (av prismatyp eller gittertyp) för att erhålla monokromatiskt ljus (med endast en given våglängd). I filterfotometrar använder man optiska filter för att erhålla det monokromatiska ljuset. Spektrofotometrar kan mäta vid olika våglängder på ljuset och är på så sätt användbara för olika ändamål i högre utsträckning än filterfotometrar, och de kan automatiskt registrera det absorberande ämnets spektrum. De ger också ett renare monokromatiskt ljus, och används därför för forskningsändamål. Filterfotometrar är billigare och enklare i användningen och används därför i stor utsträckning för rutinanalys. Fotometrar för mätning i mikrotiterplattor (plattläsare) är filterfotometrar.
Atomabsorptionsspektrometrar är fotometrar där kyvetten har ersatts med en het låga, där en lösning med den metall man vill bestämma sprutas in så att metallföreningen sönderdelas och metallen finns i lågan atomärt. Det monokromatiska ljuset genereras här av en urladdningslampa med samma metall, som då sänder ut ljus från metallens spektrallinjer. Eventuellt används ett kompletterande filter för att ta bort ljus av andra våglängder än den önskade spektrallinjen. Ljuset från metallens spektrallinje absorberas av metallen i lågan. Absorptionen kan mätas och användas för att bestämma halten av metallen i lösningen.